# 우에사토 가즈마사
우에사토 가즈마사(일본어: 上里 一将, 1986년 3월 13일 ~ )는 일본의 전 축구 선수이다.

## 구단 경력
그는 2004년부터 2022년까지 J리그의 홋카이도 콘사돌레 삿포로, FC 도쿄, 도쿠시마 보르티스, 로아소 구마모토, FC 류큐에서 활동하였다.